# Un truc à part
Un truc à part (The Tricky Part: One Boy's Fall from Trespass into Grace) est un roman autobiographique américain écrit par Martin Moran et paru en 2005 en anglais.
Alors qu'il n'a que 12 ans et ce, jusqu'à l'âge de 15 ans, Martin Moran a une relation sexuelle avec Bob Doyle, un vétéran militaire qui agit comme son chef de troupe d'un camp de jeunes catholiques. Plusieurs années plus tard, Il retrouve son agresseur.

## Résumé
Un truc à part raconte l'histoire d'une relation et ses effets sur Moran alors qu'il grandit. C'est l’éveil à la sexualité d'un adolescent. Le texte raconte comment Marty et son copain grassouillet George se rendent dans un camp avec Bob, leur chef afin de préparer l'arrivée des autres garçons. Bob invite alors Marty dans son sac de couchage dès la première nuit alors qu'ils sont seuls (George dort quelques mètres plus loin) et abuse de lui.
Un an plus tard, Marty découvre qu'un de ses amis, Kip, 13 ans, a aussi été abusé par Bob. Ces relations perdurent durant toute la puberté de Marty alors que ce dernier demande à Bob d'y mettre fin. Bob lui répond en l'invitant dans son lit avec sa petite amie Karen. Bob est finalement arrêté et placé en détention pour abus sexuels sur mineur.
Le désespoir de Marty est décrit avec candeur et humour. Derrière cette douloureuse expérience, on y découvre un paradoxe évident entre un acte d'une grande violence et sa capacité à « vous transformer et même vous sauver la vie ».
La pièce condamne la pédophilie mais installe un traumatisme chez Marty. Il fera deux tentatives de suicide avant de trouver sa voie en devenant l'une des figures emblématiques du théâtre à Broadway.

## Adaptation
Le texte anglais sera adapté en français en pièce de théâtre, interprétée par Julien Baptist en 2012.